# Jaime Álvarez Díaz
Jaime Álvarez Díaz (n. Oviedo, Asturias, el 4 de febrero de 1986) es un exfutbolista y entrenador de fútbol español. Actualmente es el primer entrenador de la Real Sociedad Gimnástica de Torrelavega de la Segunda Federación de España.

## Trayectoria

### Como jugador
Formado en las categorías inferiores del Real Oviedo, con el que vestiría la camiseta del primer equipo entre las temporadas 2007 y 2009. Tras salir del conjunto carbayón formaría parte de diversos equipos de la Segunda División B de España como Club Deportivo Universidad de Oviedo, Club Deportivo Covadonga y Caudal Deportivo, hasta retirarse en el Club Deportivo Covadonga en 2021.

### Como entrenador
El 29 de junio de 2021, firma por el Real Oviedo "B" de la Tercera Federación. El 1 de mayo de 2022, logra el ascenso a la Segunda Federación, tras quedar primero del grupo II de la Tercera Federación. El 8 de abril de 2024, el Real Oviedo anuncia la destitución del técnico. En el momento de su cese, el filial se situaba en puestos de descenso directo a Tercera Federación.
El 19 de septiembre de 2024, la Real Sociedad Gimnástica de Torrelavega de la Segunda Federación, anunció su contratación.

## Clubes

### Como jugador
| Club                        | País   | Año       |
| --------------------------- | ------ | --------- |
| C. D. Universidad de Oviedo | España | 2005-2007 |
| Real Oviedo                 | España | 2007-2009 |
| C. D. Universidad de Oviedo | España | 2009-2011 |
| C. D. Covadonga             | España | 2011-2015 |
| Caudal Deportivo            | España | 2015-2017 |
| C. D. Covadonga             | España | 2017-2021 |

### Como entrenador
| Club                              | País   | Año       |
| --------------------------------- | ------ | --------- |
| Real Oviedo Vetusta               | España | 2021-2024 |
| Real S. Gimnástica de Torrelavega | España | 2024-     |